# 2017 na televisão brasileira
A seguir há uma lista de eventos relacionados à televisão brasileira em 2017. Os eventos listados incluem estreias, cancelamentos e finais de programas de televisão; lançamento, encerramento e rebrandings de canais; estações locais mudando de afiliação de rede; e informações sobre controvérsias e disputas de carregamento.

## Eventos notáveis

### Janeiro
| Data | Evento |
| ---- | --- |
| 8    | A TNT transmite a 74.ª edição dos Prêmios Globo de Ouro. |
| 18   | A Warner Channel transmite a 43.ª edição do People's Choice Awards. |
| 21   | A Rede Globo (apenas para São Paulo e Santa Catarina), SporTV, ESPN Brasil e Fox Sports transmitem o amistoso entre Chapecoense e Palmeiras. |
| 23   | Na Rede Globo, o programa Encontro com Fátima Bernardes ganha novo cenário, nova vinheta de abertura e grafismos. |
| 25   | A Rede Globo, Rede Bandeirantes, RedeTV!, TV Brasil, TV Cultura, Record News, RIT, Rede Vida, Rede Meio Norte, Amazon Sat, SporTV, ESPN Brasil, BandSports, Esporte Interativo e Fox Sports transmitem o "Jogo da Amizade", amistoso internacional entre Brasil x Colômbia em prol da Chapecoense. |
| 29   | A TNT e a Rede Bandeirantes transmitem a 65.ª edição do Miss Universo. |

### Fevereiro
| Data  | Evento |
| ----- | --- |
| 4—5   | O Multishow transmite ao vivo de Xangri-lá, Rio Grande do Sul a 22.ª edição do Planeta Atlântida. |
| 5     | A ESPN e o Esporte Interativo transmitem o Super Bowl LI. |
| 9     | Em meio a crise da segurança pública no Espírito Santo, a sede da TV Gazeta, afiliada da Rede Globo em Vitória, Espírito Santo é alvejada por quatro tiros durante a madrugada. Os tiros danificaram a fachada do auditório da emissora voltada para a Rua Chafic Murad, e ninguém foi ferido. |
| 12    | A TNT transmite a 59.ª edição do Grammy Award. |
| 18    | A Rede Meio Norte transmite o Corso de Teresina. |
| 18    | A TV Capixaba transmite o desfile das escolas de samba de Vitória. |
| 19    | A Rede Liberal transmite o compacto da 71.ª edição do concurso Rainha das Rainhas. |
| 20    | No SBT, Marcão do Povo estreia como âncora do Primeiro Impacto. |
| 24—28 | As principais emissoras de TV (exceto a RecordTV) realizam a cobertura do Carnaval de 2017, sendo que: - A Rede Globo exibe o Globeleza com os desfiles das escolas de samba de São Paulo e Rio de Janeiro e o carnaval do Recife na TV Globo Nordeste. A Rede Bahia cobre localmente o carnaval de Salvador no Bahia Folia; - O SBT exibe o SBT Folia, mostrando o carnaval de Salvador em parceria com a TV Aratu; - A Rede Bandeirantes exibe o Band Folia, mostrando o carnaval de Salvador; - A RedeTV! exibe os Bastidores do Carnaval 2017; - A TV Brasil exibe o desfile das escolas de samba do Grupo de Acesso de São Paulo, além do carnaval de Salvador em parceria com a TVE Bahia. |
| 25    | A TV A Crítica transmite o desfile das escolas de samba do Grupo Especial de Manaus. |
| 25    | A RIC TV transmite o desfile das escolas de samba do Grupo Especial de Florianópolis. A Record News Santa Catarina faz a cobertura dos bastidores no especial Boteco do Salum. |
| 26    | A TNT transmite a 89.ª edição do Oscar. A Rede Globo transmite um compacto do evento no dia seguinte em função da cobertura do carnaval. |

### Março
| Data  | Evento |
| ----- | --- |
| 10    | Na RecordTV, o Legendários passa a ser exibido às sextas-feiras. |
| 11    | Na RecordTV, a Super Tela passa a ser exibida aos sábados. |
| 19    | Na Rede Globo, Flávio Canto deixa a apresentação do Esporte Espetacular. |
| 25—26 | O Multishow e o Bis transmitem a 6.ª edição do Lollapalooza Brasil. A Rede Globo exibiu compactos dos shows do evento. |
| 25    | A Rede Bandeirantes transmite a 62.ª edição do Miss São Paulo. |
| 25    | A Band RS transmite o desfile das escolas de samba da Série Ouro de Porto Alegre no especial Carnaval Trilegal. |
| 26    | Na Rede Globo, Felipe Andreoli passa a fazer dupla com Fernanda Gentil e substitui Flávio Canto no Esporte Espetacular. |
| 29    | Transição do sinal televisivo analógico para o digital: A cidade de São Paulo e as cidades que compõem a Grande São Paulo (Arujá, Barueri, Biritiba Mirim, Caieiras, Cajamar, Carapicuíba, Cotia, Diadema, Embu das Artes, Embu-Guaçu, Ferraz de Vasconcelos, Francisco Morato, Franco da Rocha, Guararema, Guarulhos, Itapecerica da Serra, Itapevi, Itaquaquecetuba, Jandira, Juquitiba, Mairiporã, Mauá, Mogi das Cruzes, Osasco, Pirapora do Bom Jesus, Poá, Ribeirão Pires, Rio Grande da Serra, Salesópolis, Santa Isabel, Santana de Parnaíba, Santo André, São Bernardo do Campo, São Caetano do Sul, São Lourenço da Serra, Suzano, Taboão da Serra e Vargem Grande Paulista), além de Ibiúna, na Região Metropolitana de Sorocaba têm o sinal analógico desligado, mantendo apenas o sinal digital em funcionamento. |

### Abril
| Data  | Evento |
| ----- | --- |
| 9     | O SBT exibe a 53.ª edição do Troféu Imprensa. |
| 10    | Na TV Cultura, Ana Paula Couto estreia no lugar de Gabriela Mayer no Jornal da Cultura 1.ª edição.                                                   |
| 20—21 | A TV Globo Nordeste e as afiliadas da Rede Globo no Nordeste transmitem ao vivo de Garanhuns, Pernambuco a 4.ª edição do Festival Viva Dominguinhos. |
| 22    | Na Rede Globo, o programa Caldeirão do Huck ganha nova vinheta de abertura e grafismos.                                                              |
| 23    | Na RecordTV, o Câmera Record passa a ser exibido aos domingos.                                                                                       |

### Maio
| Data | Evento |
| ---- | --- |
| 8    | A Rede Globo estreia o novo pacote de identidade visual, vinheta de abertura e grafismos do jornalismo local (Bom Dia Praça, Praça TV e Radar) de suas emissoras. A TV Globo São Paulo é a primeira a utiliza-lo nos seus telejornais locais. |
| 16   | Após votação popular, é divulgado que o novo nome da RBS TV em Santa Catarina será NSC TV. |
| 21   | A TNT transmite a 29.ª edição do Billboard Music Awards. |

### Junho
| Data   | Evento |
| ------ | --- |
| 1.º    | Na RedeTV!, o Você na TV é transferido para o horário do Tá Sabendo?, que deixa de ser diário e passa a ser exibido aos domingos. |
| 11     | O Multishow transmite ao vivo de Brasília, Distrito Federal o Nivea Viva Jorge Ben Jor, 6.ª edição do projeto Nivea Viva. |
| 12     | No SBT, o Roda a Roda passa a ser exibido também de segunda a sexta, apresentado por Rebeca Abravanel. |
| 19     | Na Rede Bandeirantes, o Brasil Urgente ganha novo cenário, nova vinheta de abertura e grafismos. |
| 19     | Na Rede Globo, o Jornal Nacional ganha novo cenário, nova vinheta de abertura e grafismos. |
| 21     | Transição do sinal televisivo analógico para o digital: No estado de Goiás, a capital Goiânia e as cidades de Abadia de Goiás, Abadiânia, Alexânia, Anápolis, Aparecida de Goiânia, Aragoiânia, Bela Vista de Goiás, Bonfinópolis, Brazabrantes, Caldazinha, Campo Limpo de Goiás, Caturaí, Goianápolis, Goianira, Guapó, Hidrolândia, Inhumas, Itauçu, Leopoldo de Bulhões, Nerópolis, Nova Veneza, Ouro Verde de Goiás, Pirenópolis, Santa Bárbara de Goiás, Santo Antônio de Goiás, Senador Canedo, Terezópolis de Goiás e Trindade têm o sinal analógico desligado, mantendo apenas o sinal digital em funcionamento. |
| 23—24  | A TV Globo Nordeste e as afiliadas da Rede Globo na região Nordeste exibem o especial São João do Nordeste. |
| 24     | As afiliadas do SBT na região Nordeste exibem o especial São João da Tradição. |
| 30—2/7 | A TV A Crítica e a TV Cultura transmitem a 52.ª edição do Festival Folclórico de Parintins. |

### Julho
| Data  | Evento |
| ----- | --- |
| 1.º   | A TV Globo Nordeste e as afiliadas da Rede Globo na região Nordeste exibem o Festival de Quadrilhas Juninas do Nordeste 2017. |
| 1.º   | A RecordTV exibe o compacto do Nivea Viva Jorge Ben Jor, 6.ª edição do projeto Nivea Viva, realizado em São Paulo em 25 de junho. |
| 7     | No SBT, o Operação Mesquita passa a ser exibido as sextas e sábados. |
| 11    | Início do horário eleitoral gratuito da Eleição suplementar de 2017 no estado do Amazonas. |
| 21—23 | A TV Verdes Mares transmite ao vivo o Fortal 2017 no Estação Verdes Mares. |
| 25    | Na RecordTV, Larissa Alvarenga substitui Carla Cecato no Fala Brasil. |
| 25    | A RecordTV estreia o novo pacote de identidade visual, vinheta de abertura e grafismos do jornalismo local (Praça Record) de suas emissoras. |
| 26    | Transição do sinal televisivo analógico para o digital: No estado de Pernambuco, a capital Recife e as cidades de Abreu e Lima, Araçoiaba, Camaragibe, Cabo de Santo Agostinho, Igarassu, Ilha de Itamaracá, Ipojuca, Itapissuma, Jaboatão dos Guararapes, Moreno, Olinda, Paulista e São Lourenço da Mata tem o sinal analógico desligado, mantendo apenas o sinal digital em funcionamento. |
| 27    | Na Rede Globo, Evaristo Costa deixa a bancada do Jornal Hoje. |
| 30    | Na GloboNews, Dony De Nuccio deixa a bancada do Jornal das 10. |
| 31    | Na TV Cultura, o Jornal da Cultura 1.ª edição e o Jornal da Cultura ganham novo cenário, nova vinheta de abertura e grafismos. |

### Agosto
| Data | Evento |
| ---- | --- |
| 1.º  | Os canais SporTV estreiam nova identidade visual. |
| 3    | Término do horário eleitoral gratuito da Eleição suplementar de 2017 no estado do Amazonas.                                                                                                  |
| 5    | A Rede Bandeirantes passa a transmitir o programa Jogo Aberto também aos sábados. |
| 7    | Na Rede Globo, Dony De Nuccio passa a fazer dupla com Sandra Annenberg e substitui Evaristo Costa no Jornal Hoje.                                                                            |
| 11   | Na RedeTV!, o Documento Verdade passa a ir ao ar as sextas-feiras. |
| 12   | Início do horário eleitoral gratuito do 2º turno da Eleição suplementar de 2017 no estado do Amazonas.                                                                                       |
| 13   | A Warner Channel transmite a 19.ª edição do Teen Choice Awards. |
| 14   | Na GloboNews, Renata Lo Prete substitui Dony De Nuccio no Jornal das 10. |
| 15   | É fundada em Santa Catarina a NSC TV, afiliada da Rede Globo. As antigas emissoras da RBS TV em Blumenau, Chapecó, Criciúma, Florianópolis, Joaçaba e Joinville passam a adotar o novo nome. |
| 19   | A Rede Globo e a Unesco promovem a 32.ª edição do Criança Esperança. |
| 19   | A Rede Bandeirantes transmite a 63.ª edição do Miss Brasil. |
| 25   | Término do horário eleitoral gratuito do 2º turno da Eleição suplementar de 2017 no estado do Amazonas.                                                                                      |
| 25   | Na TV Gazeta, o Festa Sertaneja passa a ir ao ar as sextas-feiras. |

### Setembro
| Data  | Evento |
| ----- | --- |
| 4     | Na Rede Bandeirantes, Julia Duailibi passa a fazer dupla com Luiz Megale no Café com Jornal. Laura Ferreira passa a fazer a previsão do tempo do jornal. |
| 7     | Na RedeTV!, o Sensacional passa ir ao ar as quintas-feiras. |
| 15—24 | A Rede Globo e o Multishow transmitem a 7.ª edição do Rock in Rio. |
| 18    | Na RecordTV, Luiz Bacci é efetivado como apresentador titular do Cidade Alerta após a morte de Marcelo Rezende. Matheus Furlan assume as antigas funções de Bacci no Balanço Geral Manhã e William Travassos o SP no Ar. |
| 21    | Após 3 anos, o instituto alemão GfK anuncia a demissão de 149 funcionários e o encerramento das medições de audiência da televisão brasileira. Com isso, apenas o Kantar IBOPE Media passou a oferecer dados de audiência televisiva no país. |
| 27    | Transição do sinal televisivo analógico para o digital: A capital Salvador e as cidades de Aratuípe, Cairu, Camaçari, Candeias, Dias d'Ávila, Itaparica, Jaguaripe, Lauro de Freitas, Madre de Deus, Maragogipe, Nazaré, Salinas da Margarida, Santo Amaro, São Francisco do Conde, São Sebastião do Passé, Saubara, Simões Filho, Terra Nova e Vera Cruz no estado da Bahia, e a capital Fortaleza e as cidades de Aquiraz, Beberibe, Cascavel, Caucaia, Eusébio, Guaiúba, Horizonte, Itaitinga, Maracanaú, Maranguape, Pacajus, Pacatuba, Pindoretama e São Gonçalo do Amarante no estado do Ceará tem o sinal analógico desligado, mantendo apenas o sinal digital em funcionamento. |

### Outubro
| Data  | Evento |
| ----- | --- |
| 6—28  | A Rede Bandeirantes e o SporTV realizam a cobertura da Copa do Mundo FIFA Sub-17 de 2017. |
| 24    | O Multishow transmite a 24.ª edição do Prêmio Multishow de Música Brasileira. |
| 25    | Transição do sinal televisivo analógico para o digital: A capital Vitória e as cidades de Cariacica, Fundão, Guarapari, Serra, Viana e Vila Velha no estado do Espírito Santo têm o sinal analógico desligado, mantendo apenas o sinal digital em funcionamento.                                                                                        |
| 27—28 | O SBT promove a 20.ª edição do Teleton, em prol da AACD. |
| 28    | O SBT exibe Stranger Broadcast, uma ação promocional da Netflix para a segunda temporada da série Stranger Things, após a transmissão da vigésima maratona televisiva do Teleton. Foram exibidos no infomercial o primeiro episódio da primeira temporada da série, e um telejornal satírico apresentado por Marília Gabriela, baseado no SBT Repórter. |
| 30    | A GloboNews estreia nova identidade visual e pacotes gráficos para seus programas e telejornais. |
| 30    | O SBT e suas afiliadas na Região Nordeste anunciam a aquisição dos direitos de transmissão em TV aberta da Copa do Nordeste de Futebol, substituindo a Rede Globo, através de acordo com os canais Esporte Interativo e a Liga do Nordeste. |

### Novembro
| Data | Evento |
| ---- | --- |
| 8    | Na Rede Globo, o jornalista William Waack é suspenso de suas funções no Jornal da Globo, após a divulgação de um vídeo de bastidores do telejornal onde o âncora faz comentários aparentemente racistas durante a cobertura da Eleição presidencial nos Estados Unidos exatamente um ano antes. Renata Lo Prete, apresentadora interina, assume o telejornal. O GloboNews Painel, programa apresentado por Waack na GloboNews também tem a sua exibição suspensa, sendo posteriormente assumido por Natuza Nery em 18 de novembro. O contrato do jornalista acabou sendo rescindido em 22 de dezembro. |
| 11   | A Nickelodeon transmite a 18.ª edição dos Meus Prêmios Nick. |
| 19   | A TNT transmite a 45.ª edição do American Music Awards. |
| 22   | Transição do sinal televisivo analógico para o digital: A capital Rio de Janeiro e as cidades de Belford Roxo, Duque de Caxias, Guapimirim, Itaboraí, Itaguaí, Japeri, Magé, Maricá, Mesquita, Nilópolis, Niterói, Nova Iguaçu, Petrópolis, Queimados, São Gonçalo, São João de Meriti, Seropédica e Tanguá no estado do Rio de Janeiro, e a capital Belo Horizonte e as cidades de Araçaí, Betim, Caeté, Contagem, Florestal, Ibirité, Igarapé, Juatuba, Lagoa Santa, Mário Campos, Mateus Leme, Matozinhos, Nova Lima, Ribeirão das Neves, Rio Acima, Sabará, Santa Luzia, São Joaquim de Bicas, São José da Lapa, São José da Varginha, Sarzedo, Sete Lagoas, Taquaraçu de Minas e Vespasiano no estado de Minas Gerais têm o sinal analógico desligado, mantendo apenas o sinal digital em funcionamento. |
| 26   | A Rede Bandeirantes e a TNT transmitem a 66.ª edição do Miss Universo. |

### Dezembro
| Data  | Evento |
| ----- | --- |
| 1.º   | A Rede Globo, Rede Bandeirantes, SporTV e Fox Sports transmitem o sorteio das chaves da Copa do Mundo FIFA de 2018. |
| 10    | A Rede Globo exibe no Domingão do Faustão a 22.ª edição do Melhores do Ano. |
| 10    | A TV Gazeta exibe a 14.ª edição do Troféu Mesa Redonda. |
| 11    | A TNT exibe a 23.ª edição do Victoria's Secret Fashion Show. |
| 16—17 | O Multishow transmite ao vivo de Salvador, Bahia a 19.ª edição do Festival de Verão Salvador. |
| 19    | A TV Gazeta anuncia a aquisição dos direitos de transmissão em TV aberta da Liga de Basquete Feminino. |
| 20    | Transição do sinal televisivo analógico para o digital: As cidades de Bertioga, Cubatão, Guarujá, Itanhaém, Mongaguá, Peruíbe, Praia Grande, Santos e São Vicente no estado de São Paulo têm o sinal analógico desligado, mantendo apenas o sinal digital em funcionamento.              |
| 22    | Na Rede Globo, após a rescisão de contrato de William Waack, Renata Lo Prete torna-se apresentadora titular do Jornal da Globo, assumindo oficialmente em 27 de dezembro. Na GloboNews, ela também substitui Waack como apresentadora do GloboNews Painel, assumindo em janeiro de 2018. |
| 22    | Na TV Gazeta, Cátia Fonseca deixa o comando do programa Mulheres, após ser contratada pela Rede Bandeirantes. |
| 23    | O SBT exibe o show Feliz Natal Brasil Believe, em prol da Fundação Neymar Jr., realizado em São Paulo em 19 de dezembro. |
| 28    | No SBT, Joseval Peixoto deixa o rodízio de apresentação do SBT Brasil, após o fim do contrato com a emissora. Carlos Nascimento e Rachel Sheherazade passam a ser os únicos titulares do telejornal.                                                                                     |
| 31    | A TV Gazeta e a Rede Globo exibem a 93.ª edição da Corrida Internacional de São Silvestre. |
| 31    | A Rede Globo exibe no Domingão do Faustão o Troféu Mário Lago 2017. |
| 31    | As principais emissoras de TV transmitem o sorteio da Mega da Virada. |

## Programas

### Janeiro
- 1.º de janeiro
  - Termina Esquenta! na Rede Globo.[70]
  - Termina a 1.ª temporada de A Cara do Pai na Rede Globo.[70]
  - Reestreia da 1.ª temporada de MasterChef Júnior na Rede Bandeirantes.[71]
  - Estreia da 2.ª temporada de Chicago Fire - Heróis contra o fogo na RecordTV.
- 2 de janeiro — Reestreia Clube do Chaves no SBT.
- 3 de janeiro
  - Estreia Aldo - Mais Forte que o Mundo na Rede Globo.
  - Estreia Raízes na Rede Globo.[72]
- 4 de janeiro
  - Estreia Sem Volta na RecordTV.
  - Estreia da 14.ª temporada de CSI: Las Vegas na RecordTV.[73]
- 5 de janeiro — Estreia Planeta Gelado na Rede Bandeirantes.[71]
- 6 de janeiro
  - Termina Aldo - Mais Forte que o Mundo na Rede Globo.
  - Reestreia da 1.ª temporada de Bate & Volta na Rede Bandeirantes.[71]
- 7 de janeiro — Reestreia Supernanny no SBT.
- 8 de janeiro
  - Estreia da 2.ª temporada do The Voice Kids na Rede Globo.[74]
  - Estreia da 1.ª temporada de O Homem da Sua Vida na HBO Brasil.[75]
- 9 de janeiro
  - Termina Escrava Mãe na RecordTV.
  - Reestreia A Escrava Isaura na RecordTV.
  - Estreia Dois Irmãos na Rede Globo.[70]
- 13 de janeiro
  - Termina Lágrimas de Amor no SBT.
  - Termina Raízes na Rede Globo.[70]
- 16 de janeiro
  - Reestreia Rubi no SBT.
  - Termina A Usurpadora no SBT.
- 17 de janeiro — Estreia da 5.ª temporada de Cidade dos Homens na Rede Globo.[70]
- 19 de janeiro — Termina Planeta Gelado na Rede Bandeirantes.[71]
- 20 de janeiro
  - Termina Dois Irmãos na Rede Globo.[70]
  - Termina a 5.ª temporada de Cidade dos Homens na Rede Globo.[70]
  - Termina Sem Volta na RecordTV.
- 21 de janeiro
  - Termina Guerra e Paz no Viva.
  - Termina a 2.ª temporada de Zorra na Rede Globo.
- 23 de janeiro
  - Fofocando passa a se chamar Fofocalizando no SBT.
  - Estreia da 17.ª temporada de Big Brother Brasil na Rede Globo.[72]
- 24 de janeiro
  - Estreia da 4.ª temporada de Tá no Ar: a TV na TV na Rede Globo.[76]
  - Termina a 14.ª temporada de CSI: Las Vegas na RecordTV.
- 25 de janeiro
  - Estreia da 3.ª temporada do Gugu na RecordTV.[77]
  - Estreia da 9.ª temporada de CSI: NY na RecordTV.
- 26 de janeiro
  - Estreia da 10.ª temporada de Amor & Sexo na Rede Globo.[72]
  - Estreia Pesadelo na Cozinha na Rede Bandeirantes.[78][71]
- 27 de janeiro
  - Reestreia Geraldo Brasil na RecordTV.
  - Termina a 1.ª temporada de Bate & Volta na Rede Bandeirantes.[71]
- 28 de janeiro
  - Estreia Ponto a Ponto no Viva.[79]
  - Termina a 1.ª temporada de Zero1 na Rede Globo.
- 30 de janeiro — Estreia O Que a Vida Me Roubou no SBT.[80]

### Fevereiro
- 1.º de fevereiro — Reestreia Primeiro Impacto no SBT.
- 3 de fevereiro — Termina a 2.ª temporada de Flash na Rede Globo.
- 5 de fevereiro
  - Termina a 2.ª temporada de Escolinha do Professor Raimundo na Rede Globo.
  - Estreia da 6.ª temporada de Pânico na Band na Rede Bandeirantes.[81]
- 6 de fevereiro
  - Termina A Gata no SBT.
  - Estreia da 1.ª temporada de Lendas do Amanhã na Rede Globo.
- 12 de fevereiro — Termina a 1.ª temporada de MasterChef Júnior na Rede Bandeirantes.[82]
- 18 de fevereiro — Termina Sabadão com Celso Portiolli no SBT.
- 23 de fevereiro — Termina a 1.ª temporada de Lendas do Amanhã na Rede Globo.
- 25 de fevereiro — Termina Supernanny no SBT.
- 28 de fevereiro
  - Reestreia Gonzaga: de Pai pra Filho na Rede Globo.
  - Reestreia Houdini na Rede Globo.

### Março
- 3 de março
  - Termina Geraldo Brasil na RecordTV.
  - Termina Gonzaga: de Pai pra Filho na Rede Globo.
  - Termina Houdini na Rede Globo.
- 4 de março
  - Estreia Operação Mesquita no SBT.[83]
  - Estreia da 2.ª temporada de Duelo de Mães no SBT.[84]
  - Estreia Fábrica de Casamentos no SBT.
- 5 de março — Estreia Acontece lá em Casa no SBT.[85]
- 6 de março
  - Estreia Sésamo na TV Cultura e TV Brasil.[86]
  - Estreia Cozinha Amiga na TV Gazeta.
  - Reestreia Ribeirão do Tempo na RecordTV.[87]
  - Estreia Cenário Econômico na TV Brasil.[88]
  - Estreia Nos Corredores do Poder na TV Brasil.[89]
  - Estreia da 4.ª temporada do The Noite com Danilo Gentili no SBT.
  - Estreia da 2.ª temporada do Programa do Porchat na RecordTV.
  - Reestreia Perception: Truques da Mente na Rede Globo.
- 7 de março — Estreia da 4.ª temporada de MasterChef na Rede Bandeirantes.[78][90][91]
- 10 de março — Estreia da temporada 2017 do Globo Repórter na Rede Globo.
- 11 de março
  - Estreia Word on the Street na TV Cultura.[92]
  - Estreia Os Under-Undergrounds na TV Cultura.[93]
  - Estreia O Céu É o Limite na RedeTV!.[94][95]
  - Estreia Uma Família da Pesada na Rede Bandeirantes.
- 12 de março —  Estreia Manual para se Defender de Aliens, Ninjas e Zumbis na Warner Channel.[96]
- 13 de março
  - Termina Amor e Intrigas na RecordTV.
  - Reestreia Senhora do Destino no Vale a Pena Ver de Novo na Rede Globo.[97][98]
  - Termina A Terra Prometida na RecordTV.
  - Estreia O Rico e Lázaro na RecordTV.[99]
- 17 de março — Estreia The Tudors na RedeTV!.[100][101]
- 19 de março — Reestreia Todo Mundo Odeia o Chris na RecordTV.[102]
- 20 de março — Estreia O Álbum da Grande Família na Rede Globo.
- 21 de março
  - Termina Cheias de Charme no Vale a Pena Ver de Novo na Rede Globo.
  - Termina Sol Nascente na Rede Globo.
  - Estreia TerraDois na TV Cultura.[103]
  - Estreia Máximo & Confúcio na TV Cultura.[103]
- 22 de março
  - Termina Clube do Chaves no SBT.
  - Estreia Novo Mundo na Rede Globo.[104]
- 23 de março
  - No SBT, Carrossel Animado é exibido por apenas um dia, substituindo o Primeiro Impacto e sendo substituído pelo SBT Notícias.
  - Termina Perception: Truques da Mente na Rede Globo.
- 25 de março — Estreia As Aventuras de Fujiwara Manchester na TV Cultura.
- 26 de março — Termina Estúdio PlayTV na PlayTV.
- 27 de março — Reestreia da 3.ª temporada de Under the Dome na Rede Globo.[105]
- 31 de março
  - Reestreia Clube do Chaves no SBT.[106]
  - Termina Querida Inimiga no SBT.[107]
  - Termina A Lei do Amor na Rede Globo.[108]

### Abril
- 2 de abril
  - Termina a 2.ª temporada do The Voice Kids na Rede Globo.[74]
  - Estreia Tordesilhas na TV Cultura.[109]
  - Termina a 1.ª temporada de O Homem da Sua Vida na HBO Brasil.
- 3 de abril
  - Reestreia Você na TV na Rede TV!.[110][111]
  - Estreia Godofredo na TV Cultura.[109]
  - Estreia A Força do Querer na Rede Globo.[108]
  - Estreia da 1.ª temporada de Dancing Brasil na RecordTV.[112][113]
- 7 de abril — Termina a 2.ª temporada de Lista Negra na Rede Globo.
- 9 de abril
  - A Rede Globo exibe o especial Os Brau.[114]
  - Estreia da 3.ª temporada de Psi na HBO Brasil.[115]
- 10 de abril — Estreia da 1.ª temporada de Lady Night no Multishow.[116]
- 11 de abril — Termina a 4.ª temporada de Tá no Ar: A TV na TV na Rede Globo.[76]
- 12 de abril — Termina a 3.ª temporada de Under the Dome na Rede Globo.
- 13 de abril
  - Termina a 17.ª temporada de Big Brother Brasil na Rede Globo.[117]
  - Termina a 10.ª temporada de Amor & Sexo na Rede Globo.
  - Reestreia da 4.ª temporada de Homeland - Segurança Nacional na Rede Globo[118]
- 15 de abril — Estreia da 3.ª temporada de Zorra na Rede Globo.
- 16 de abril — Termina Repórter em Ação na RecordTV.
- 17 de abril
  - Estreia A Padroeira na TV Aparecida.[119]
  - Estreia Manhã Leve na TV Aparecida.[120]
  - Estreia Os Dias Eram Assim na Rede Globo.[121]
- 18 de abril
  - Estreia da 4.ª temporada do Música Boa Ao Vivo no Multishow.
  - Estreia da 3.ª temporada de Mister Brau na Rede Globo.[122][123]
  - Estreia da 2.ª temporada de Power Couple na RecordTV.[124][125]
- 19 de abril — Estreia da temporada 2017 do Profissão Repórter na Rede Globo.[126]
- 20 de abril
  - Estreia Arquivo A na TV Aparecida.[127]
  - Estreia Vade Retro na Rede Globo.[128][126]
  - Termina a 1.ª temporada de Pesadelo na Cozinha na Rede Bandeirantes.
- 23 de abril — Estreia da 2.ª temporada de Tamanho Família na Rede Globo.[129]
- 24 de abril — Estreia Mixados na PlayTV.
- 27 de abril
  - Estreia Shark Tank na Rede Bandeirantes.[130]
  - Estreia Era uma Vez uma História na Rede Bandeirantes.[131]
- 28 de abril
  - Termina A Gata Comeu no Viva.
  - Termina O Álbum da Grande Família na Rede Globo.
- 29 de abril — Termina Os Caras de Pau na Sessão Comédia na Rede Globo.

### Maio
- 1.º de maio
  - Estreia Tieta no Viva.[132][133]
  - Estreia da 5.ª temporada de Homeland - Segurança Nacional na Rede Globo.[134]
- 2 de maio — Estreia da 1.ª temporada de Conversa com Bial na Rede Globo.[135]
- 3 de maio — Termina a 24.ª temporada de Malhação na Rede Globo.[136]
- 6 de maio
  - Reestreia Sai de Baixo na Sessão Comédia na Rede Globo.[137]
  - Termina Pai Herói no Viva.
- 8 de maio
  - Estreia da 25.ª temporada de Malhação na Rede Globo.[138]
  - Reestreia Por Amor no Viva.[139]
  - Estreia Só pra Parodiar no Multishow.
- 11 de maio — A Rede Globo exibe no Corujão o filme Chico Xavier, em homenagem a Nelson Xavier, falecido no dia anterior.[140]
- 12 de maio
  - Termina a 1.ª temporada de Lady Night no Multishow.
  - Termina a 5.ª temporada de Homeland - Segurança Nacional na Rede Globo.
- 15 de maio
  - Estreia Truque de Humor no Multishow.
  - Reestreia Rush - Medicina VIP na Rede Globo.
- 18 de maio — Termina Era uma Vez uma História na Rede Bandeirantes.
- 20 de maio
  - Estreia Os Thundermans no SBT.[141]
  - Estreia Cozinheiro vs Chefs no SBT Rio.[142]
  - Estreia da 2.ª temporada de Zero1 na Rede Globo.[143]
- 21 de maio — Termina Turismo & Aventura no SBT.
- 22 de maio — Reestreia No Limite da Paixão no SBT.[144]
- 25 de maio — Estreia Jikulumessu na TV Brasil.[145]
- 26 de maio — Termina Rush - Medicina VIP na Rede Globo.
- 27 de maio — Termina Cine Belas Artes no SBT.[146]
- 28 de maio
  - Estreia Tô de Férias no SBT.[147]
  - Termina Acontece lá em Casa no SBT.
- 29 de maio
  - Termina Rubi no SBT.
  - Reestreia Legends - Identidade Perdida na Rede Globo.

### Junho
- 2 de junho — Termina Truque de Humor no Multishow.
- 3 de junho
  - Termina Torre de Babel no Viva.
  - Reestreia Arrow no SBT.[146]
- 5 de junho
  - Estreia Fera Radical no Viva.[148][149]
  - Termina Rock Story na Rede Globo.[150]
  - Estreia Edifício Paraíso no GNT.
- 6 de junho — Estreia Pega Pega na Rede Globo.[151][152]
- 8 de junho — Estreia Efeito Carbonaro na Rede Bandeirantes.[153]
- 9 de junho — Termina Legends - Identidade Perdida na Rede Globo.
- 11 de junho
  - Termina a 3.ª temporada de Psi na HBO Brasil.
  - Termina Manual para se Defender de Aliens, Ninjas e Zumbis na Warner Channel.
- 12 de junho
  - Termina Mixados na PlayTV.
  - Estreia Battle Creek - Agentes da Lei na Rede Globo.
- 13 de junho — Termina Máximo & Confúcio na TV Cultura.[154]
- 16 de junho — Termina Rocket Power na TV Cultura.
- 17 de junho — Termina a 2.ª temporada de Duelo de Mães no SBT.[155]
- 18 de junho — Estreia Game Over na PlayTV.
- 19 de junho — Estreia Regal Academy na TV Cultura.[156]
- 20 de junho — Estreia Ressonância na PlayTV.
- 22 de junho
  - Termina a 2.ª temporada de Power Couple na RecordTV.
  - Estreia À Primeira Vista na Rede Bandeirantes.[157][158]
- 24 de junho
  - Reestreia Supernanny no SBT.
  - Termina a 1.ª temporada de Fábrica de Casamentos no SBT.
- 26 de junho — Termina a 1.ª temporada de Dancing Brasil na RecordTV.[159]
- 27 de junho
  - Estreia A Casa na RecordTV.[160][161]
  - Termina Márcia Peltier Entrevista na CNT.
- 28 de junho — Termina Battle Creek - Agentes da Lei na Rede Globo.
- 29 de junho
  - Termina Vade Retro na Rede Globo.
  - Reestreia da 1.ª temporada de Agente Carter na Rede Globo.

### Julho
- 1.º de julho
  - Estreia da 2.ª temporada de Os Cupins na TV Cultura.[162]
  - Estreia Passado da Hora na TV Cultura.[162]
- 2 de julho — Termina a 2.ª temporada de Tamanho Família na Rede Globo.
- 3 de julho
  - Estreia da 1.ª temporada de Juacas no Disney Channel e no Disney XD.[163]
  - Reestreia Geraldo Brasil na RecordTV.[164]
- 6 de julho — Estreia A Fórmula na Rede Globo.[165][166]
- 7 de julho — Termina a 1.ª temporada de Agente Carter na Rede Globo.
- 9 de julho — Estreia da 1.ª temporada de Popstar na Rede Globo.[167][168]
- 10 de julho
  - Estreia da 1.ª temporada de Planeta B no Multishow.
  - Estreia da 1.ª temporada de Lições de Um Crime na Rede Globo.
- 17 de julho
  - Estreia Os Trapalhões no Viva.[169]
  - Termina Geraldo Brasil na RecordTV.
- 18 de julho
  - Termina Ezel na Rede Bandeirantes.
  - Termina a 3.ª temporada de Mister Brau na Rede Globo.
- 19 de julho — Reestreia Mil e Uma Noites na Rede Bandeirantes.[170]
- 24 de julho
  - Estreia Sam & Cat no SBT.[171]
  - Termina A Escrava Isaura na RecordTV.[172]
  - Estreia da 2.ª temporada de Dancing Brasil na RecordTV.[159]
- 25 de julho
  - Reestreia Os Dez Mandamentos na RecordTV.[173]
  - Estreia Belaventura na RecordTV.[174][172]
  - Estreia da 1.ª temporada de Sob Pressão na Rede Globo.[175][176]
- 28 de julho
  - Termina JC Debate na TV Cultura.
  - Termina Os Trapalhões no Viva.
  - Termina a 1.ª temporada de Lições de Um Crime na Rede Globo.
- 29 de julho — Estreia Júlio e Verne: Os Irmãos Gemiais na TV Cultura.[177]
- 31 de julho
  - Estreia Panorama na TV Cultura.
  - Reestreia Agentes da S.H.I.E.L.D. na Rede Globo.

### Agosto
- 2 de agosto — Estreia Canta, Luan no Multishow.[178]
- 4 de agosto
  - Termina a 1.ª temporada de Juacas no Disney Channel e no Disney XD.
  - Termina The Tudors na RedeTV!.
  - Estreia Cine Cult na TV Cultura.
- 5 de agosto — Termina a 1.ª temporada de Planeta B no Multishow.
- 6 de agosto — Estreia Festa Sertaneja na TV Gazeta.[179]
- 7 de agosto — Estreia A Vila no Multishow.[180]
- 9 de agosto — Estreia Eu Sou Assim no GNT.
- 12 de agosto
  - Termina Ponto a Ponto no Viva.
  - Estreia da 2.ª temporada de BBQ Brasil: Churrasco na Brasa no SBT.[181][182]
  - Estreia da 3.ª temporada de Bake Off Brasil: Mão na Massa no SBT.[183][182]
- 19 de agosto — Estreia Juba & Lula no Viva.[184]
- 20 de agosto — Estreia Jogo das Fichas no SBT.[185]
- 21 de agosto — Estreia da 9.ª temporada de Detetives do Prédio Azul no Gloob.
- 22 de agosto — Termina a 4.ª temporada de MasterChef na Rede Bandeirantes.[186]
- 23 de agosto — A Rede Globo exibe no Corujão o filme O Professor Aloprado, em homenagem a Jerry Lewis, falecido em 20 de agosto.[187]
- 24 de agosto — Termina A Fórmula na Rede Globo.
- 25 de agosto — Estreia A Vida como Ela é... no Viva.[188]
- 26 de agosto — O Viva exibe o especial Chacrinha, o Eterno Guerreiro.[189]
- 27 de agosto — A Rede Globo exibe na Temperatura Máxima o filme Até que a Sorte nos Separe 2, em homenagem a Jerry Lewis, falecido em 20 de agosto.[187]
- 28 de agosto
  - Reestreia Bicho do Mato na RecordTV.[190][191]
  - Estreia Um caminho para o Destino no SBT.[192][193]
  - Estreia A Hora do Ângelus na TV Gazeta.
  - Termina Máquina da Fama no SBT.[194]
  - Reestreia Escândalos - Os Bastidores do Poder na Rede Globo.
- 29 de agosto
  - Termina a 4.ª temporada do Música Boa Ao Vivo no Multishow.[195]
  - Estreia Ana Paula Padrão.Doc na Rede Bandeirantes.[196][197]
- 30 de agosto — Termina Canta, Luan no Multishow.
- 31 de agosto — A Rede Globo exibe o especial Tribalistas.[198]

### Setembro
- 1.º de setembro — Termina Escândalos - Os Bastidores do Poder na Rede Globo.
- 3 de setembro
  - Estreia Sempre Bela na TV Gazeta.[199]
  - Estreia Conexão Brasil-China na TV Gazeta.[200]
- 4 de setembro
  - Estreia Carcereiros no Mais Globosat.[201]
  - Estreia The Voice Brasil: Reencontro na Rede Globo.
  - Reestreia Revenge na Rede Globo.
- 5 de setembro
  - Termina Vidas em Jogo na RecordTV.
  - Termina A Casa na RecordTV.[202]
  - Estreia da 2.ª temporada de MasterChef Profissionais na Rede Bandeirantes.[90][78][203]
- 6 de setembro — A Rede Globo exibe o especial Chacrinha, o Eterno Guerreiro.[189][204]
- 10 de setembro — Termina a 1.ª temporada de Popstar na Rede Globo.
- 11 de setembro
  - Termina O Que a Vida Me Roubou no SBT.
  - Estreia Tá Certo? na TV Cultura.[205]
  - Termina Edifício Paraíso no GNT.
- 12 de setembro — Estreia da 9.ª temporada de A Fazenda na RecordTV.[202]
- 17 de setembro
  - Estreia Os Trapalhões na Rede Globo.[169]
  - Reestreia Dr. Hollywood na RedeTV!.[41]
- 18 de setembro — Termina Os Dias Eram Assim na Rede Globo.[206]
- 19 de setembro
  - Termina a 1.ª temporada de Sob Pressão na Rede Globo.
  - Estreia da 1.ª temporada de Filhos da Pátria na Rede Globo.[207]
- 20 de setembro — Termina The Voice Brasil: Reencontro na Rede Globo.
- 21 de setembro
  - Estreia da 6.ª temporada do The Voice Brasil na Rede Globo.[208]
  - Termina À Primeira Vista na Rede Bandeirantes.
- 22 de setembro
  - Termina a 12.ª temporada de Malhação no Viva.
  - Estreia da 1.ª temporada de Máquina Mortifera na Rede Globo.[197]
- 25 de setembro
  - Estreia da 13.ª temporada de Malhação no Viva.
  - Termina Novo Mundo na Rede Globo.[209]
  - Estreia da 3.ª temporada de Escolinha do Professor Raimundo no Canal Viva.[210]
  - Termina Mil e Uma Noites na Rede Bandeirantes.
  - Estreia Exathlon Brasil na Rede Bandeirantes.[211][212]
  - Termina a 2.ª temporada de Dancing Brasil na RecordTV.
  - Estreia Humoristinhas no Multishow.
- 26 de setembro
  - Estreia Tempo de Amar na Rede Globo.[213]
  - Estreia Cidade Proibida na Rede Globo.[214][120][215]
- 29 de setembro — Termina Revenge na Rede Globo.

### Outubro
- 1.º de outubro — Estreia da 1.ª temporada de A Vida Secreta dos Casais na HBO Brasil.[216][217]
- 2 de outubro — Reestreia Plantão Noturno na Rede Globo.
- 7 de outubro
  - Termina Os Thundermans no SBT.
  - Estreia Programa do Yudi na Record News.[218]
- 8 de outubro — Estreia da 2.ª temporada de A Cara do Pai na Rede Globo.[219]
- 9 de outubro — Estreia Turma da Mônica na TV Cultura.[220]
- 12 de outubro — Termina Humoristinhas no Multishow.
- 13 de outubro — Termina a 3.ª temporada de Escolinha do Professor Raimundo no Viva.
- 14 de outubro — Estreia Henry Danger no SBT.[221]
- 16 de outubro
  - Reestreia Sortilégio no SBT.[222]
  - Estreia Seleção Globo Repórter na Rede Globo.[223]
- 20 de outubro — Termina A Força do Querer na Rede Globo.
- 21 de outubro — Estreia Guia Politicamente Incorreto no History.
- 23 de outubro
  - Termina No Limite da Paixão no SBT.
  - Estreia O Outro Lado do Paraíso na Rede Globo.[224][225]
- 26 de outubro — Estreia da 2.ª temporada de Adnight Show na Rede Globo.[209][226]
- 27 de outubro — Termina Plantão Noturno na Rede Globo.
- 29 de outubro — A Rede Globo exibe o especial Cristiano Ronaldo: O Melhor do Mundo.
- 30 de outubro — Estreia O Jogador na Rede Globo.[227]

### Novembro
- 7 de novembro
  - Estreia Linhas Tortas na PlayTV.[228]
  - Termina O Jogador na Rede Globo.
- 8 de novembro — Estreia Ressureição na Rede Globo.
- 9 de novembro — Termina Jikulumessu na TV Brasil.[229]
- 10 de novembro — A Rede Globo exibe no Corujão o filme Trair e Coçar É só Começar, em homenagem a Márcia Cabrita, falecida no mesmo dia.[230]
- 17 de novembro — Termina Ressureição na Rede Globo.
- 19 de novembro — Termina Os Trapalhões na Rede Globo.
- 20 de novembro
  - Termina O Rico e Lázaro na RecordTV.
  - Estreia da 3.ª temporada de Lista Negra na Rede Globo.
- 21 de novembro — Estreia Apocalipse na RecordTV.[231]
- 26 de novembro — Estreia da 3.ª temporada de Escolinha do Professor Raimundo na Rede Globo.[210][232]

### Dezembro
- 2 de dezembro — Termina Amaury Jr. Show na RedeTV!.
- 4 de dezembro — Reestreia Celebridade no Vale a Pena Ver de Novo na Rede Globo.[233][234]
- 5 de dezembro
  - Termina a 2.ª temporada de MasterChef Profissionais na Rede Bandeirantes.
  - Estreia Eu, Ela e um Milhão de Seguidores no Multishow.
- 7 de dezembro — Termina a 9.ª temporada de A Fazenda na RecordTV.
- 8 de dezembro
  - Termina Senhora do Destino no Vale a Pena Ver de Novo na Rede Globo.
  - Termina Programa Amaury Jr. na RedeTV!.[235][236]
- 10 de dezembro
  - Estreia Lazinho com Você na Rede Globo.[237][238]
  - O SBT exibe uma edição especial do SBT Repórter sobre perspectivas econômicas para 2018.[239]
- 11 de dezembro — A RecordTV exibe o especial Hebreus - A Saga de um Povo.[240]
- 12 de dezembro
  - A Rede Bandeirantes exibe o especial MasterChef: A Reunião.
  - Termina a 1.ª temporada de Filhos da Pátria na Rede Globo.
- 14 de dezembro — Termina a 2.ª temporada de Adnight Show na Rede Globo.[241]
- 15 de dezembro
  - Termina Exathlon Brasil na Rede Bandeirantes.
  - Termina a temporada 2017 do Globo Repórter na Rede Globo.
  - Termina a 1.ª temporada de Conversa com Bial na Rede Globo.[242]
  - Termina a 3.ª temporada de Lista Negra na Rede Globo.
- 16 de dezembro
  - Termina Tieta no Viva.
  - Termina a 2.ª temporada de BBQ Brasil: Churrasco na Brasa no SBT.
  - Termina a 3.ª temporada de Bake Off Brasil: Mão na Massa no SBT.
  - Termina Por Amor no Viva.
- 17 de dezembro
  - Termina a 1.ª temporada de A Vida Secreta dos Casais na HBO Brasil.
  - O SBT exibe sua Retrospectiva 2017.
- 18 de dezembro
  - Reestreia TV Kids na RedeTV!.[243]
  - Estreia Grande Sertão: Veredas no Viva.[244]
  - Estreia Amor Proibido na Rede Bandeirantes.[245][246]
  - A RecordTV exibe o Dancing Brasil: Especial de Natal.[247]
  - Estreia O Fim do Mundo no Viva.[244]
  - Estreia Empire: Fama e Poder na Rede Globo.[242]
- 19 de dezembro
  - Termina Cidade Proibida na Rede Globo.[61]
  - A RecordTV exibe a primeira parte do especial Família Record.[247]
  - O SBT exibe o especial Neymar Jr. Entre Amigos.[248]
- 20 de dezembro
  - A Rede Globo exibe a 3.ª edição do especial Festeja Brasil.[61]
  - Termina a temporada 2017 do Profissão Repórter na Rede Globo.[126]
- 21 de dezembro
  - Termina a 6.ª temporada do The Voice Brasil na Rede Globo.[61]
  - A RecordTV exibe a segunda parte do especial Família Record.[247]
  - Estreia Planet’s Got Talent na Rede Bandeirantes.[249]
  - Termina Eu, Ela e um Milhão de Seguidores no Multishow.
- 22 de dezembro
  - A Rede Globo exibe o especial Esse Cara: Roberto Carlos.[250][251]
  - A RedeTV! exibe sua Retrospectiva 2017.[252]
- 23 de dezembro
  - Termina A Padroeira na TV Aparecida.[253]
  - O SBT exibe a primeira parte do especial Bake Off SBT.[254]
  - A RedeTV! exibe o Especial de Natal Edu Guedes.[255]
- 24 de dezembro
  - A RedeTV! exibe o João Kléber Show Especial Chacrinha - 100 Anos de Alegria.[256]
  - A Rede Globo reprisa o especial Presente de Natal, exibido originalmente no dia 24 dezembro de 2015.[251]
  - A Rede Globo, TV Cultura, Rede Vida, Rede Século 21, TV Aparecida e TV Canção Nova transmitem a Missa do Galo.
  - A RedeTV! exibe o especial Padre Marcelo Rossi: Imaculada.[257]
- 25 de dezembro — A RedeTV! exibe o especial João Bosco & Vinícius: Céu de São Paulo.[257]
- 26 de dezembro
  - Termina Linhas Tortas na PlayTV.
  - Estreia Malasartes na Rede Globo.[258]
  - A RecordTV exibe a Retrospectiva dos Famosos 2017.[259]
  - Termina Ana Paula Padrão.Doc na Rede Bandeirantes.[260]
  - A Rede Globo exibe o telefilme Meio Expediente.[261]
- 27 de dezembro
  - Termina a 3.ª temporada de Gugu na RecordTV.
  - A Rede Globo exibe o telefilme Amor ao Quadrado.[251]
- 28 de dezembro
  - A TV Gazeta exibe sua Retrospectiva 2017.
  - Termina Malasartes na Rede Globo.
  - A RecordTV exibe sua Retrospectiva 2017.[259]
  - Termina Planet’s Got Talent na Rede Bandeirantes.
  - Termina a 2.ª temporada do Programa do Porchat na RecordTV.
- 29 de dezembro
  - A Rede Globo exibe sua Retrospectiva 2017.[251]
  - Termina Legendários na RecordTV.[262][263]
  - Termina Empire: Fama e Poder na Rede Globo.
  - Termina a 4.ª temporada do The Noite com Danilo Gentili no SBT.
- 30 de dezembro
  - O SBT exibe a segunda parte do especial Bake Off SBT.[254]
  - A RedeTV! exibe o Especial de Ano Novo Edu Guedes.[255]
  - Termina Arqueiro no SBT.
  - Termina a 2.ª temporada de Zero1 na Rede Globo.
- 31 de dezembro
  - Termina Jornal da Semana SBT no SBT.
  - Termina Brasil Caminhoneiro no SBT.
  - Termina a 2.ª temporada de A Cara do Pai na Rede Globo.[264]
  - Termina a 6.ª temporada de Pânico na Band na Rede Bandeirantes.[265][266]
  - A TV Cultura exibe a sua Retrospectiva 2017.
  - A Rede Bandeirantes exibe ao vivo de Salvador, Bahia o Festival Virada - Salvador.[267]
  - A Rede Globo exibe o Show da Virada.[251]
  - A RedeTV! exibe os especiais Solange Almeida: Sentimento de Mulher e Alinne Rosa: País da Fantasia.[257]

## Emissoras e plataformas

### Fundações
| Data          | Emissora     | Cidade, UF                    | Notas | Ref.                |
| ------------- | ------------ | ----------------------------- | --- | ------------------- |
| 15 de agosto  | NSC TV       | Florianópolis, Santa Catarina | Substituta da RBS TV em Santa Catarina, após a compra dos veículos do Grupo RBS no estado pelo Grupo NC                | [ 37 ]              |
| 3 de outubro  | Nat Geo Kids | São Paulo, SP                 | Versão infantil dos canais National Geographic, pertencente a Fox International Channels e National Geographic Society | [ 268 ] [ 269 ]     |
| 17 de outubro | Gloobinho    | Rio de Janeiro, RJ            | Versão do Gloob para crianças em idade pré-escolar, pertencente à Globosat                                             | [ 270 ]             |
| 17 de outubro | Dog TV       | Rio de Janeiro, RJ            | Canal dedicado ao universo pet com foco em cães                                                                        | [ 271 ]             |
| 31 de outubro | TV Futuro    | Natal, Rio Grande do Norte    | Emissora da Fundação Antônio Gomes dos Santos, afiliada à TV Cultura                                                   | [carece de fontes?] |

### Extinções
| Data            | Emissora              | Cidade, UF                    | Notas | Ref.                |
| --------------- | --------------------- | ----------------------------- | --- | ------------------- |
| 26 de fevereiro | TVCOM                 | Florianópolis, Santa Catarina | Foi extinta no processo de transição dos veículos de comunicação do Grupo RBS para o Grupo NC em Santa Catarina.                                                                                    | [ 272 ]             |
| 13 de abril     | BBC Earth             | —                             | A BBC Worldwide, mantenedora do canal, decidiu encerrar as suas operações no Brasil e na América Latina devido a uma "nova estratégia de negócios para todo o continente".                          | [ 273 ]             |
| 30 de junho     | TV Ultrafarma         | São Paulo, SP                 | A emissora pertencia à rede de drogarias Ultrafarma | [carece de fontes?] |
| 30 de junho     | Mix TV                | São Paulo, SP                 | O Grupo Mix de Comunicação optou por encerrar as operações da emissora devido o baixo rendimento desde a migração para a TV por assinatura.                                                         | [ 274 ]             |
| 10 de novembro  | TV Mirante Santa Inês | Santa Inês, Maranhão          | Devido a cortes de gastos, o Grupo Mirante encerrou a produção local e o departamento comercial da emissora, tornando-a uma sucursal da sua co-irmã TV Mirante Cocais, baseada em Caxias, Maranhão. | [ 275 ]             |

### Rebrandings
| Data             | Emissora                    | Cidade, UF                       | Notas                                      | Ref.                |
| ---------------- | --------------------------- | -------------------------------- | ------------------------------------------ | ------------------- |
| 1.º de fevereiro | TV Bandeirantes SP Interior | Presidente Prudente, São Paulo   | Passa a se chamar TV Bandeirantes Paulista | [carece de fontes?] |
| 20 de fevereiro  | RecMinas                    | Varginha, Minas Gerais           | Passa a se chamar Rede Mais                | [carece de fontes?] |
| 4 de março       | TV MS Record                | Campo Grande, Mato Grosso do Sul | Volta a se chamar TV MS                    | [carece de fontes?] |
| 1.º de julho     | Esporte Interativo          | Rio de Janeiro, RJ               | Passa a se chamar Esporte Interativo BR    | [ 276 ] [ 277 ]     |
| 1.º de julho     | Esporte Interativo Maxx     | Rio de Janeiro, RJ               | Passa a se chamar Esporte Interativo       | [ 276 ] [ 277 ]     |
| 1.º de julho     | Esporte Interativo Maxx 2   | Rio de Janeiro, RJ               | Passa a se chamar Esporte Interativo 2     | [ 276 ] [ 277 ]     |
| 1.º de agosto    | Canal 54 Fortaleza          | Fortaleza, Ceará                 | Passa a se chamar TV Capital               | [carece de fontes?] |
| 1.º de agosto    | TV Assembleia SP            | São Paulo, SP                    | Volta a se chamar TV ALESP                 | [carece de fontes?] |
| 15 de agosto     | RBS TV Florianópolis        | Florianópolis, Santa Catarina    | Passa a se chamar NSC TV Florianópolis     | [ 37 ]              |
| 15 de agosto     | RBS TV Blumenau             | Blumenau, Santa Catarina         | Passa a se chamar NSC TV Blumenau          | [ 37 ]              |
| 15 de agosto     | RBS TV Chapecó              | Chapecó, Santa Catarina          | Passa a se chamar NSC TV Chapecó           | [ 37 ]              |
| 15 de agosto     | RBS TV Criciúma             | Criciúma, Santa Catarina         | Passa a se chamar NSC TV Criciúma          | [ 37 ]              |
| 15 de agosto     | RBS TV Centro-Oeste         | Joaçaba, Santa Catarina          | Passa a se chamar NSC TV Centro-Oeste      | [ 37 ]              |
| 15 de agosto     | RBS TV Joinville            | Joinville, Santa Catarina        | Passa a se chamar NSC TV Joinville         | [ 37 ]              |
| 26 de setembro   | KTV                         | Cacoal, Rondônia                 | Passa a se chamar TV Suruí                 | [carece de fontes?] |
| 9 de outubro     | TV Passaponte               | São Gonçalo, Rio de Janeiro      | Passa a se chamar TV Universo              | [carece de fontes?] |
| 3 de novembro    | Canal 25                    | Porto Velho, Rondônia            | Passa a se chamar TV Gazeta Porto Velho    | [carece de fontes?] |
| 26 de novembro   | RecordTV Cuiabá             | Cuiabá, Mato Grosso              | Passa a se chamar TV Vila Real             | [ 278 ]             |
| 27 de novembro   | CNT Londrina                | Londrina, Paraná                 | Passa a se chamar CNT Tropical             | [carece de fontes?] |
| 21 de dezembro   | Ashow! TV                   | Petrópolis, Rio de Janeiro       | Passa a se chamar Bem + TV                 | [carece de fontes?] |

### Trocas de afiliação
| Data            | Emissora               | Cidade, UF                 | Afiliação anterior    | Afiliação nova       | Notas | Ref.                |
| --------------- | ---------------------- | -------------------------- | --------------------- | -------------------- | --- | ------------------- |
| 27 de fevereiro | TV Feliz               | Natal, Rio Grande do Norte | RedeTV!               | Independente         | Após a compra da emissora pela Comunidade Cristã Paz e Vida, os programas locais foram aos poucos sendo substituídos por outros de caráter religioso, bem como boa parte da programação da RedeTV! que foi deixando de ser transmitida até o fim do contrato de afiliação em 2017. A rede ficou sem afiliada no Rio Grande do Norte.                                                                                                | [ 279 ]             |
| 7 de agosto     | Rede Mercosul          | Curitiba, Paraná           | Record News           | Independente         | A emissora optou por deixar de exibir seus programas locais e arrendar toda a grade para infomerciais e igrejas. 30 funcionários foram desligados do canal, e a Record News ficou sem afiliada no Paraná | [ 280 ]             |
| 15 de agosto    | TVE Alagoas            | Maceió, Alagoas            | TV Brasil             | TV Cultura           | O Instituto Zumbi dos Palmares começou em junho a negociar com a TV Cultura a troca de afiliação. O canal já havia transmitido entre 1984 e 2009 parte da programação da rede junto com a TV Brasil e sua antecessora TVE Brasil. A TV Cultura estava sem afiliada em Alagoas desde o arrendamento da programação da TV Farol para a Igreja Mundial do Poder de Deus em 2016. Com a troca, a TV Brasil fica sem afiliada no estado. | [ 281 ]             |
| 18 de setembro  | TV Cultura do Amazonas | Manaus, Amazonas           | TV Brasil             | TV Brasil TV Cultura | A emissora passou a ter dupla afiliação com os canais públicos, transmitindo a programação da TV Brasil entre 6h00-18h00, e a da TV Cultura entre 18h00-6h00. | [ 282 ]             |
| 1.º de dezembro | TV Tiradentes          | Manaus, Amazonas           | Esporte Interativo BR | Independente         | A emissora deixou de exibir a programação do canal, passando a reproduzir clipes musicais junto a programação local. | [carece de fontes?] |
| 13 de dezembro  | TV O Povo              | Fortaleza, Ceará           | TV Cultura            | Canal Futura         | A emissora anunciou a troca de afiliação após pouco mais de 10 anos de parceria com a TV Cultura, durante a realização do 17.° Prêmio Delmiro Gouveia. A mudança acontece junto ao período de reestruturação do canal, que cancelou boa parte dos seus programas. Com a troca de afiliação, a TV Cultura fica sem afiliada no Ceará.                                                                                                | [ 283 ]             |

## Mortes
| Data            | Nome                         | Idade | Notas | Ref.                |
| --------------- | ---------------------------- | ----- | --- | ------------------- |
| 3 de janeiro    | Vida Alves                   | 88    | Atriz e escritora. Em Sua Vida Me Pertence, protagonizou o primeiro beijo em uma telenovela brasileira, com Walter Forster | [ 284 ]             |
| 3 de janeiro    | Jaime Filho                  | 86    | Ator e humorista. Na televisão, seu trabalho mais notável foi na Escolinha do Professor Raimundo | [carece de fontes?] |
| 11 de janeiro   | Adroaldo Streck              | 81    | Advogado, jornalista e político. Teve passagens na TV Difusora, TV Guaíba e TV Pampa | [ 285 ]             |
| 28 de janeiro   | Russo                        | 85    | Assistente de palco em vários programas da Rede Globo, mais notavelmente no Cassino do Chacrinha | [ 286 ]             |
| 28 de janeiro   | Vic Militello                | 73    | Atriz. Trabalhos notáveis incluem Estúpido Cupido, Vereda Tropical e Kubanacan | [ 287 ]             |
| 12 de fevereiro | Jean Teles                   | 44    | Jornalista. Atuou como repórter da TV Tapajós e da Rede Mirante | [ 288 ]             |
| 3 de março      | Dermeval Gonçalves           | 91    | Diretor superintendente da RecordTV por 30 anos, entre as décadas de 1970 e 1990, e vice-presidente da ABERT na década de 1990 | [ 289 ]             |
| 26 de março     | Conor Farias                 | —     | Jornalista, radialista e empresário. Fundador da TV Capital e apresentador do programa Imperatriz 24 Horas na mesma emissora | [ 290 ]             |
| 19 de abril     | Neuza Amaral                 | 86    | Atriz. Trabalhos notáveis incluem 2-5499 Ocupado, Selva de Pedra e Sinhá Moça | [ 291 ]             |
| 23 de abril     | Jerry Adriani                | 70    | Cantor, ator e apresentador. Trabalhos notáveis incluem Excelsior a Go Go, A Grande Parada e 74.5: Uma Onda no Ar | [ 292 ]             |
| 26 de abril     | Carlos Chagas                | 79    | Jornalista e comentarista político. Trabalhos notáveis incluem Falando Francamente e Jogo do Poder | [ 293 ]             |
| 10 de maio      | Nelson Xavier                | 75    | Ator e diretor. Trabalhos notáveis incluem Lampião e Maria Bonita, Tenda dos Milagres e A História de Ana Raio e Zé Trovão | [ 294 ]             |
| 5 de junho      | Barros de Alencar            | 84    | Cantor, radialista e apresentador. Apresentou na televisão o Programa Barros de Alencar | [ 295 ]             |
| 9 de junho      | João Elias                   | 72    | Ator, escritor e jornalista. Na televisão, seu trabalho mais notável foi na Escolinha do Professor Raimundo | [ 296 ]             |
| 14 de junho     | Jorge Bastos Moreno          | 63    | Jornalista. Na televisão trabalhou como apresentador do Preto no Branco do Canal Brasil e foi comentarista da GloboNews | [ 297 ]             |
| 2 de julho      | Airton Queiroz               | 70    | Empresário e chanceler da UNIFOR. Foi acionista do Grupo Edson Queiroz, responsável pela TV Verdes Mares e TV Diário | [ 298 ]             |
| 6 de julho      | Maria Estela                 | 75    | Atriz. Trabalhos notáveis incluem O Tempo e o Vento, As Pupilas do Senhor Reitor e Os Imigrantes | [ 299 ]             |
| 10 de julho     | Norberto Carias dos Santos   | 72    | Auditor fiscal. Foi participante do reality show Big Brother Brasil 9 | [ 300 ]             |
| 19 de julho     | Paulo Sant'Ana               | 78    | Jornalista e cronista esportivo. Atuou pelo Jornal do Almoço da RBS TV como colunista esportivo | [ 301 ]             |
| 24 de julho     | Artur Almeida                | 57    | Jornalista. Foi apresentador do MGTV e repórter na TV Globo Minas | [ 302 ]             |
| 24 de julho     | Domingo Alzugaray            | 84    | Empresário argentino-brasileiro. Foi proprietário da TV Sul Fluminense de Barra Mansa, Rio de Janeiro entre 2004 e 2007 | [ 303 ]             |
| 6 de agosto     | David Grimberg               | 78    | Diretor de teledramaturgia, trabalhou dirigindo seriados e telenovelas na Rede Globo, Rede Tupi e SBT. Principais trabalhos incluem Shazan, Xerife e Cia., O Espantalho, As Pupilas do Senhor Reitor, Esmeralda e Amigas & Rivais                                   | [ 304 ]             |
| 14 de agosto    | Álvaro de Moya               | 87    | Cartunista. Atuou como ilustrador na Rede Tupi, TV Excelsior, Rede Bandeirantes e TV Cultura, e também trabalhou em outras áreas nessas mesmas emissoras. | [ 305 ]             |
| 17 de agosto    | Paulo Silvino                | 78    | Ator e humorista. Trabalhos notáveis incluem Planeta dos Homens, A Praça é Nossa e Zorra Total | [ 306 ]             |
| 4 de setembro   | Rogéria                      | 74    | Cantora e atriz. Participações notáveis na televisão incluem Tieta e Lado a Lado | [ 307 ]             |
| 14 de setembro  | Fernando Pacheco Jordão      | 80    | Jornalista. Foi diretor de jornalismo da TV Cultura e da TV Gazeta, chefe de redação da Rede Globo em São Paulo e apresentador do Show de Notícias na TV Excelsior                                                                                                  | [ 308 ]             |
| 15 de setembro  | Pedro Irujo                  | 87    | Político e empresário hispano-brasileiro. Fundador do Sistema Nordeste de Comunicação, responsável pela TV Itapoan (1980-1997) e TV Cabrália (1987-1997). Foi um dos criadores do Balanço Geral, sendo o formato mais tarde expandido em rede nacional via RecordTV | [ 309 ]             |
| 16 de setembro  | Marcelo Rezende              | 65    | Jornalista. Trabalhos notáveis incluem Linha Direta, Repórter Cidadão, Tribunal na TV e Cidade Alerta | [ 310 ]             |
| 24 de setembro  | Lu Brasil                    | —     | Apresentador. Trabalhou na TV Vale do Xingu, onde apresentava o programa Vale Music | [ 311 ]             |
| 29 de setembro  | Solange Badim                | 53    | Atriz. Trabalhos notáveis incluem Porto dos Milagres e Salve Jorge | [ 312 ]             |
| 10 de novembro  | Márcia Cabrita               | 53    | Atriz e humorista. Trabalhos notáveis incluem Sai de Baixo e Vai que Cola | [ 313 ]             |
| 20 de novembro  | Gonzaga Blota                | 89    | Diretor. Trabalhos notáveis incluem Saramandaia, Dancin' Days, Roque Santeiro, O Salvador da Pátria e Pedra Sobre Pedra | [ 314 ]             |
| 28 de novembro  | Augusto Marzagão             | 87    | Jornalista e empresário. Foi o criador e diretor do Festival Internacional da Canção, exibido pela TV Rio e pela Rede Globo | [ 315 ]             |
| 30 de novembro  | Ana Maria Nascimento e Silva | 65    | Atriz. Trabalhos notáveis incluem Quatro por Quatro e Jamais te Esquecerei | [ 316 ]             |
| 9 de dezembro   | Luiz Carlos Maciel           | 79    | Jornalista e filósofo. Na televisão, trabalhou como redator e roteirista em programas da Rede Globo | [ 317 ]             |
| 10 de dezembro  | Eva Todor                    | 98    | Atriz húngaro-brasileira. Trabalhos notáveis incluem Locomotivas, Sétimo Sentido, Hilda Furacão e O Cravo e a Rosa | [ 318 ]             |
| 26 de dezembro  | Aracy Cardoso                | 80    | Atriz. Trabalhos notáveis incluem A Indomável, Fogo sobre Terra e A Gata Comeu | [ 319 ]             |
| 29 de dezembro  | Feres Nader                  | 78    | Empresário e político. Fundou e presidiu o Sistema Sul de Comunicação, responsável pela TV Sul Fluminense de Barra Mansa, Rio de Janeiro entre 1978 e 2004 | [ 320 ]             |
| 29 de dezembro  | José Louzeiro                | 85    | Autor, escritor e roteirista. Na televisão, escreveu as telenovelas Corpo Santo, Olho por Olho e Guerra sem Fim, além da minissérie O Marajá, que foi censurada | [ 321 ]             |